# 熊果酸
熊果酸（英语：Ursolic acid，也译为乌索酸，3-β-羟基-熊果-12-烯-28-羧酸，3-beta-3-hydroxy-urs-12-ene-28-oic-acid）是一种五环三萜物质，最早在1920年发现于苹果的表皮蜡质中。熊果酸也存在于许多植物的果皮中以及迷迭香、麝香草等草药中。

## 自然发生
熊果酸存在于许多植物，如紫茉莉以及日常生活中使用的许多水果和草药（例如苹果、罗勒、越桔、蔓越莓、接骨木花、薄荷、迷迭香、薰衣草、牛至、百里香、山楂和李子）中。苹果皮含有大量的熊果酸以及相关化合物。 

## 潜在的生物化学作用
已经研究了熊果酸的许多潜在生化作用，但是没有临床研究表明它对人类健康有益。在体外，熊果酸通过抑制STAT3激活途径抑制各种类型癌细胞的增殖， 并且还可以减少癌细胞的增殖并诱导细胞凋亡。 熊果酸也已显示能抑制JURK白血病T细胞的JNK表达和IL-2活化，导致增殖和T细胞活化的减少。熊果酸是一种弱芳香酶抑制剂（IC50 = 32μM），并且已经显示当添加到喂养给小鼠的饮食中时增加肌肉和棕色脂肪的量并减少白色脂肪肥胖和相关病症。 在生理浓度下，熊果酸还诱导了eryptosis（有缺陷的红细胞中的类似凋亡的细胞自杀死亡）。 已经发现它可以减少肌肉萎缩并刺激小鼠的肌肉生长，也显示出潜在的心脏保护作用。 
在小鼠中，熊果酸在坐骨神经损伤后诱导神经再生。 熊果酸可改善多摩酸诱导的小鼠认知功能障碍。 熊果酸可通过阻断内质网应激和IκB激酶β/核因子-κB介导的炎症通路来改善高脂饮食引起的认知障碍。  熊果酸通过抑制p38 /NF-κB介导的炎症途径减轻脂多糖诱导的小鼠大脑认知功能障碍。 熊果酸可改善认知障碍并减轻D-半乳糖诱导的衰老小鼠大脑中的氧化损伤。熊果酸可促进部分肝切除术后小鼠肝脏的再生。 在以高脂饮食喂养的链脲佐菌素诱导的糖尿病小鼠中，熊果酸可增强细胞免疫系统和胰腺β细胞功能。UA增加骨骼肌质量，以及握力和运动能力。 增强耐力，减少与肌肉萎缩发展有关的基因的表达，并减少累积疲劳和运动引起的压力的指标。 
在大鼠中，熊果酸改善了高脂饮食诱导的肝脂肪变性，并改善了高脂饮食诱导的非酒精性脂肪肝疾病的代谢紊乱。 

## 用途
熊果酸可以在用于化妆品添加剂的植物中发现。 熊果酸可以作为合成更有效的生物活性衍生物的起始材料，例如实验性抗肿瘤剂。 

## 请参见
- 桦木酸
- 模绕酮酸
- 齐墩果酸